# Grappello Ruberti
Il Grappello Ruberti è un vitigno a bacca nera con cui si produce il Lambrusco Mantovano, prodotto DOC dal 1987.
È coltivato nell'Oltrepò mantovano in particolare nell'area della Cantina sociale di Quistello. Solo nel 2013 il Ministero delle politiche agricole alimentari e forestali ha riconosciuto il Grappello Ruberti differenziandolo pertanto dal Lambrusco Viadanese al quale precedentemente era assimilato.
Il Grappolo Ruberti ha un grappolo di forma media, cilindrica, allungata con acini di media grandezza e sferici di colore blu-nero. se ne ricava un vino rosso rubino abbastanza intenso, acidulo, abbastanza alcolico, tannico e leggermente frizzante.